# Mecânica de Routhian
Na mecânica analítica, um ramo da física teórica, a mecânica de Routhian é uma formulação híbrida da mecânica lagrangiana e da mecânica hamiltoniana desenvolvida por Edward John Routh. Correspondentemente, o Routhian é a função que substitui as funções Lagrangeana e Hamiltoniana.
A abordagem de Routhian tem o melhor de ambas as abordagens, porque as coordenadas cíclicas podem ser divididas nas equações hamiltonianas e eliminadas, deixando para trás as coordenadas não cíclicas a serem resolvidas das equações de Lagrange. Em geral, menos equações precisam ser resolvidas em comparação com a abordagem Lagrangiana. Tal como acontece com o resto da mecânica analítica, a mecânica de Routhian é completamente equivalente à mecânica newtoniana, a todas as outras formulações da mecânica clássica e não introduz novas físicas. Oferece uma maneira alternativa de resolver problemas mecânicos.